# Nullana sinchona
Nullana sinchona är en insektsart som beskrevs av Delong och Martinson 1980. Nullana sinchona ingår i släktet Nullana och familjen dvärgstritar. Inga underarter finns listade i Catalogue of Life.